# Gymnophthalmus underwoodi
Espèce
Statut de conservation UICN

 LC  : Préoccupation mineure
Gymnophthalmus underwoodi est une espèce de sauriens de la famille des Gymnophthalmidae.

## Répartition
Cette espèce se rencontre au Venezuela, au Guyana, au Suriname, à la Trinité, à Tobago, à Saint-Vincent, à la Barbade, à la Martinique, à la Guadeloupe et à Antigua.

## Description
Cette espèce est parthénogenique.

## Étymologie
Cette espèce est nommée en l'honneur de Garth Underwood.

## Publication originale
- Grant, 1958 : A New Gymnophthalmus (Reptilia, Teiidae) from Barbados, B.W.I. Herpetologica, vol. 14, no 4, p. 277-228.